# 日本大学松戸歯学部・大学院松戸歯学研究科
日本大学松戸歯学部（にほんだいがくまつどしがくぶ）は、歯学を教育・研究する大学の学部である。また 、松戸歯学研究科（まつどしがくけんきゅうか）は歯学の理論および応用を教育・研究する大学院の研究科である。略称として日大松戸（にちだいまつど）といわれている。

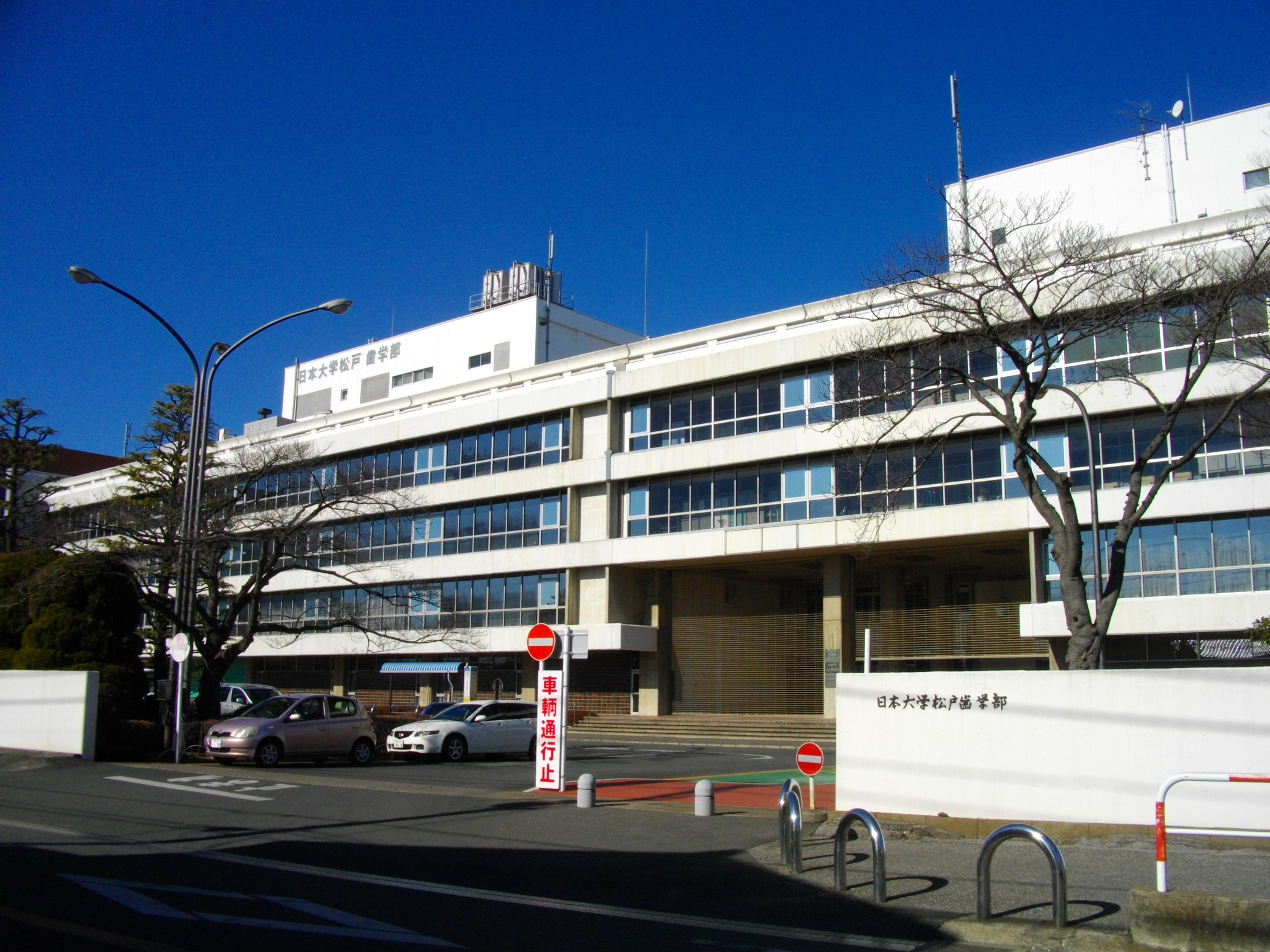
校門前

## 概要
日本大学松戸歯学部は、1971年（昭和46年）、当時の日本大学鈴木勝総長の構想により開学した「日本大学松戸歯科大学」を起源としている。その後、日本大学と合併、歯科大学から学部に改組し名称を松戸歯学部に改称した。千葉県松戸市に校舎を構えていることから、東京都千代田区神田駿河台に校舎がある日本大学歯学部・大学院歯学研究科と学部の名前を区別するために、地名（松戸）が学部の冒頭に付けられている。歯学教育においては、現代の高齢社会に適応する障害者歯科学、高齢者歯科学を配し、食育に必要な栄養学の教育も行っている。6年間は医療行動科学を置き、対人関係能力の向上や医療人として全人的な歯科医育成を行っている。

## 沿革
- 1971年 - 日本大学松戸歯科大学開学。付属歯科病院開設。
- 1973年 - 体育館竣工。
- 1974年 - 附属歯科衛生専門学校開校。口腔科学研究所設置。
- 1975年 - 学術雑誌「日大口腔科学」創刊。
- 1976年 - 日本大学本体へ統合し松戸歯学部と改称。動物実験研究センター・アイソトープ研究センター竣工。
- 1977年 - 大学院松戸歯学研究科設置。
- 1981年 - 創設10周年記念シンポジウム開催。
- 1982年 - 組換えDNA実験施設設置（第4共同研究室内）。
- 1989年 - 日本大学創立100周年記念松戸歯学部国際シンポジウム開催。
- 1991年 - 創設20周年記念式典・祝賀会。
- 1992年 - 第24回全日本歯科学生総合体育大会総合優勝。
- 1993年 - 第25回全日本歯科学生総合体育大会総合優勝。
- 1994年 - 公開講座開始。
- 1995年 - MASCAT（学内LAN）センター室設置。
- 1996年 - 歯学教育ワークショップ開催。
- 1998年 - マルチメディア歯科教育システム導入。松戸歯学部後援会発足。
- 1999年 - 生涯研修セミナー開始。
- 2001年 - 創設30周年記念式典・祝賀会
- 2003年 - 第35回全日本歯科学生総合体育大会総合優勝。
- 2004年 - 第36回全日本歯科学生総合体育大会総合優勝。
- 2006年 - 新病院棟竣工。日本大学松戸歯学部付属病院と改称。動物歯科センター開設。
- 2011年 - 創設40周年記念式典・特別講演会。
- 2022年 - 老朽化（築50年経過）のため、旧校舎などの解体新築工事着工。

## 組織

### 学科
- 歯学科（6年制）

### 大学院
- 松戸歯学研究科

### 施設
以下が日本大学松戸歯学部に置かれている付属施設である。
口腔科学研究所
- 疫学研究室
- ゲノム機能科学研究室
- 先端歯科生体材料・技法開発研究室
- 免疫生物学実験室
- 特殊測定室[低温室・恒温室・暗室]
- アイソトープ研究センター
- 動物実験センター
- 電子顕微鏡室及び画像・情報センター

病院
- 日本大学松戸歯学部付属病院

専修学校
- 日本大学松戸歯学部附属歯科衛生専門学校（2025年3月31日をもって閉校）

## 所在地
- 千葉県松戸市栄町西2-870-1

## 関係者
在職者
- 秦光賢 - 医師、内科学講座（循環器）教授、日本大学松戸歯学部付属病院心臓血管外科科長

出身者・元在職者
- 清野宏 - 東京大学名誉教授、元東京大学医科学研究所所長、カリフォルニア大学サンディエゴ校医学部 内科学講座 消化器内科分野教授 、元大阪大学微生物病研究所教授
- 辻本恭久 - 歯科医、日本顕微鏡歯科学会会長
- 渋谷鉱 - 歯学者、日本歯科医史学会理事長
- 寒竹郁夫 - 歯科医、実業家、デンタルサポート設立者
- 若林健史 - 歯科医、日本臨床歯周病学会副理事長
- 平野浩彦 - 歯科医、歯学者。東京都健康長寿医療センター研究所専門部長

その他

## 日本大学口腔科学会
松戸歯学部を卒業した全国の同窓および地域の歯科医療関係者を対象に、歯科医学に関する学術の発展と研究活動を目的に2001年に設立された。